# ملاجماتی
ملاجماتی، روستایی در دهستان حومه بخش مرکزی شهرستان میناب در استان هرمزگان ایران است.

## جمعیت
بر پایه سرشماری عمومی نفوس و مسکن در سال ۱۳۹۵، جمعیت این روستا برابر با ۵۱۰ نفر (۱۳۵ خانوار) بوده‌است.